# Drabescus yoshitakei
Drabescus yoshitakei är en insektsart som beskrevs av Kamitani. Drabescus yoshitakei ingår i släktet Drabescus och familjen dvärgstritar. Inga underarter finns listade i Catalogue of Life.